# Olhon
Olhon (rusko Ольхон, burjatsko Ойхон – Ojhon) je največji otok na Bajkalskem jezeru v Irkutski oblasti v Rusiji. Je edini otok na Bajkalskem jezeru, ki je stalno poseljen. Meri približno 72 km v dolžino in 21 km v širino, njegova površina pa znaša 730 km².
Površje je razčlenjeno, s hribovito vzhodno obalo, kjer se najvišji vrh Žima (1276 m n. m.) dviga skoraj 820 m nad gladino.
Prebivalci so Burjati, ki se pretežno ukvarjajo s kmetijstvom in ribolovom, v zadnjih letih pa tudi s turizmom.